# Holovli, Slavuta
Holovli (în ucraineană Головлі) este localitatea de reședință a comunei Holovli din raionul Slavuta, regiunea Hmelnîțkîi, Ucraina.

## Demografie
Componența lingvistică a localității Holovli
     Ucraineană (99,61%)
     Alte limbi (0,38%)
Conform recensământului din 2001, majoritatea populației localității Holovli era vorbitoare de ucraineană (99,61%), existând în minoritate și vorbitori de alte limbi.